# Citrus Springs, Florida
Citrus Springs är en ort (CDP) i Citrus County, i delstaten Florida, USA. Enligt United States Census Bureau har orten en folkmängd på 8 622 invånare (2010) och en landarea på 54,8 km².